# 齊抗金融海嘯大聯盟

齊抗金融海嘯大聯盟的標誌

齊抗金融海嘯大聯盟是2008年年尾，由香港立法會議員方剛及張宇人牽頭，約20個批發、零售、飲食及消費服務行業組成的大聯盟，大聯盟組成後並由方剛擔任召集人。舉辦的活動包括良心企業海嘯約章、邀請高官到各區消費及行業推廣計劃。

## 成立背景
2008年中，次按危機爆破，雷曼兄弟亦於同年9月宣佈破產，經濟開始呈現衰退，各大公司亦宣佈會因應財務狀況而推出裁員計劃，引致香港市民人人自危，擔心成為被裁的人員，因此兩位香港立法會議員以「企業良心保就業、全民同心促消費」為口號，與多個零售及飲食業商會組成大聯盟，當中包括餐飲聯業協會、餐務管理協會及香港化妝品同業協會等。

## 目的
大聯盟成立有兩個目的，第一是透過推動企業簽署不裁員約章，在金融海嘯衝擊下鼓勵企業與員工共度時艱，減少以裁員的方法節省成本，藉以穩定本地就業市場，減低失業率，並同時希望穩定就業人士對前景的信心，繼續為市民及旅客提供高質素的服務，穏固香港美食天堂及購物天堂的美譽。第二是透過舉行不同行業的大型優惠活動，以示業界團結自救，減少對政府的依賴，同時在優惠活動中，顯示出企業與市民同舟共濟，以各種優惠吸引市民消費，從而刺激經濟，並協助企業面對金融海嘯的衝擊。

## 活動

### 良心企業海嘯約章
大聯盟於2008年底開始發起「良心企業海嘯約章」簽署行動，推動企業簽署不裁員約章，約章以自願形式簽署，簽署約章的企業需承諾未來一年不會裁員，是次活動最終於2008年12月15日上午11時在時代廣場進行簽署儀式，場地由九倉集團借出，逾百商戶參與，估計超過一萬名員工受惠，參與企業包括G2000、莎莎國際、百老匯電器、大家樂、大快活、稻香集團、扒王之王和太興燒味，參與的企業包含各行各業，但中小企業居多，參與的企業將會“不裁員”標誌，企業可將標誌張貼於店舖內。

### 行業推廣計劃

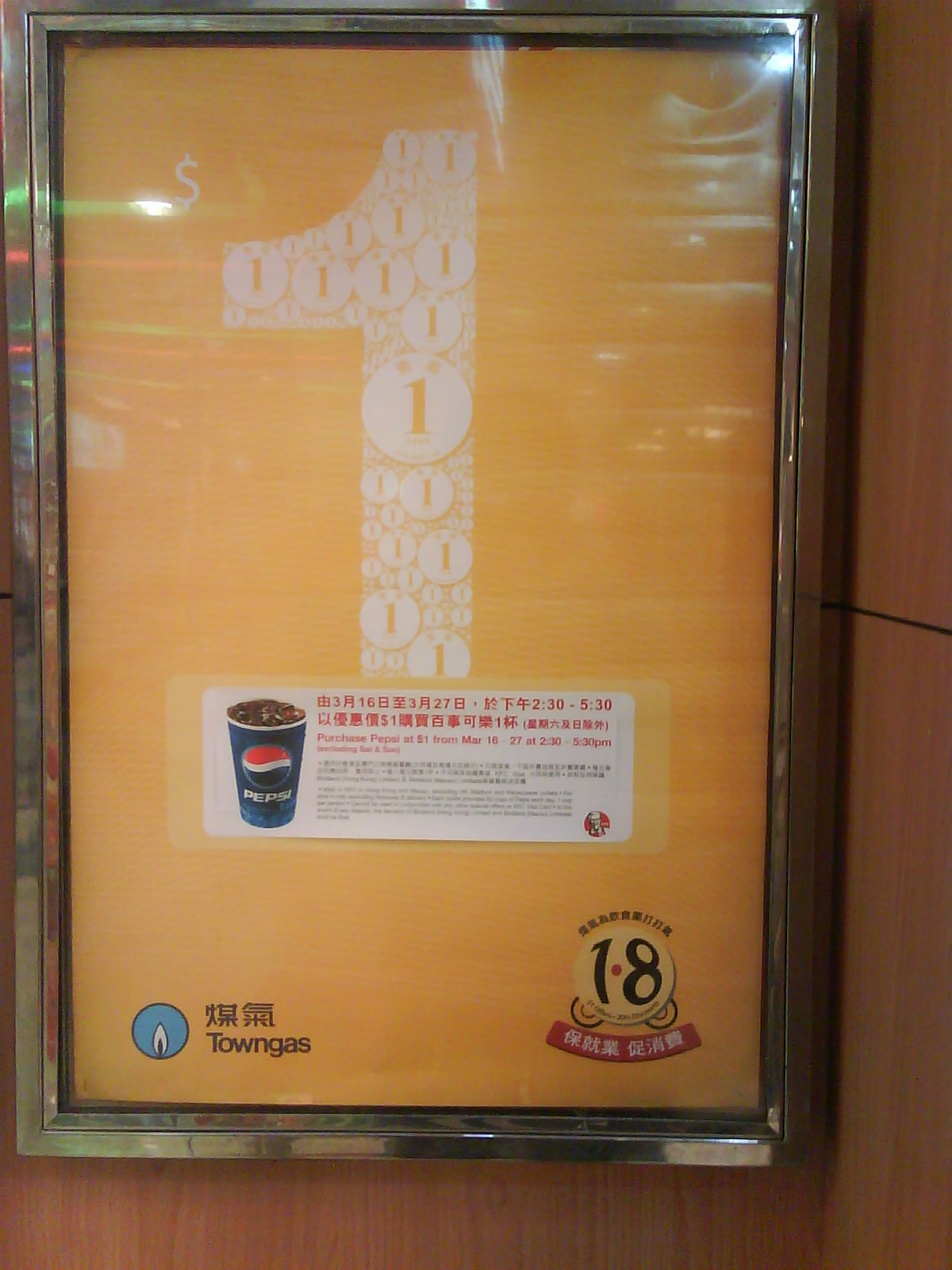
肯德基提供一元一杯可樂的優惠

早於2008年11月尾，餐飲聯業協會組織協會內食肆推出食肆優惠計劃，包括「1蚊唱K」、「1蚊1包十穀粥」等優惠，為期約1個月，但一推出旋即被各界批評限時限量限地點的優惠方式對刺激消費毫無作用。結果大聯盟開會通過推動更多類似的優惠以刺激消費，大聯盟原定於2009年2月推出「和諧月」，由鞋業首先推出優惠，但結果「和諧月」無疾而終，直至09年2月23日，大聯盟舉行記者招待會，宣佈行業推廣計劃的詳情，三月及四月份先由飲食業推出優惠活動，活動為期兩個月參與食肆將提供全單八折或提供1元產品其中一個方式優惠，參與食肆將獲大會提供的標籤貼紙及海報，海報的設計將根據食肆提供優惠不同，參與食肆包括麥當勞、美心集團、稻香集團及味千拉麵等，是次活動由中華煤氣公司獨家贊助。其他行業包括美容、時裝、電器、鐘錶等，將會在4月後推出不同優惠。

## 外部連結
齊抗金融海嘯大聯盟